# Tillandsia gardneri
Tillandsia gardneri Lindl., 1842 è una pianta della famiglia delle Bromeliaceae.

## Distribuzione e habitat
L'areale di questa specie comprende Colombia, Venezuela, Trinidad e Tobago e Brasile.